# 新港鄉
新港鄉位於臺灣嘉義縣西北端，東接民雄鄉與溪口鄉、西邊北段以北港溪為界與雲林縣北港鎮、元長鄉為鄰、西邊南段鄰六腳鄉、南隔朴子溪與縣治太保市相接，位置上緊臨嘉義都會區，屬同一生活圈。地處嘉南平原北部，北港溪南岸，朴子溪北岸，地勢平坦。
新港鄉舊稱「新巷」，因洪水導致笨港切分為南港（本地）與北港（今雲林北港），後再因洪水將舊街沖毀，遷建市街後就南港區人移往新巷、後來改稱新港。地方產業以農業為主，新港奉天宮是當地信仰中心之一，並且是每年農曆三月大甲媽祖遶境祝壽大典的終點，保有臺灣及當地重要的民俗節慶活動，另新港鄉之基督信仰中心新港基督長老教會與奉天宮比鄰而居，足見新港之多元文化樣貌。

## 歷史
- 新港鄉鄉治所在地「新巷」聚落舊名「新南港」；鄉境內南港村為早期「笨港」地區的一部份，現稱「舊南港」[3]。
- 新港早期為平埔原住民的活動場所，西元1621年（明天啟元年），海盜顏思齊率部眾登陸笨港，建立「笨港十寨」，引進漳泉移民入墾，至清康熙年間已發展為市鎮及台海的重要港口。
- 笨港為一個區域之統稱，境內在史前時期，曾經是平埔原住民活動場所，四處可見梅花鹿奔馳。
- 笨港在17世紀荷蘭人所描繪的地圖中，稱為「Pongkang」。因為當時常有平埔族出沒其地，有人認為Pongkang乃是平埔原住民族語，後來自中國與日本的漁民和海盜，有時會在這裡歇歇腳，隨後閩粵移民來此，漢人遂把這一河口港稱為笨港，其位置約在今新港南壇水月庵與北港碧水寺之間。
- 笨港出現於清文獻，始自康熙24年（1685年）《台灣府志》記載「一曰山疊溪，源流有三，至笨港入於海」。
- 笨港發展於明朝天啟年間，《台灣外記》天啟四年（1624年），顏思齊與鄭芝龍率手下二十多名兄弟從平戶亡命到笨港上岸，在笨港登陸，開始紮營設寨，開墾屯田，建立十寨（一說是天啟元年，西元1621年），笨港在華人的開發史上正式展開。因移民需由笨港登陸，再往內陸開荒拓墾，許多生活用品、農具，都必須在此採購，內陸的農產品、原住民的鹿皮，亦在此地交易，船隻往來，故甚至有廟宇建材壓艙石，因此笨港街是日漸繁榮，成為台灣中南部對外門戶，由於笨港人口漸多，地位漸形重要，清廷特別調撥台灣水師營駐守。
- 《諸羅縣志》記載「笨港地方廣闊，內港紆迴，為縣治以北扼要之地，添兵八十名，哨船一隻」。
- 《重修台灣府誌》記載「笨港汛，以歸陸路，已千總一員，帶兵一百五十名，分防笨港」。清康熙時期，笨港不僅是對外貿易的港口，也是盛極一時大市鎮，《諸羅縣誌》記載：「商賈聚集，台屬近海市鎮，此為最大」。
- 1750年（清乾隆15年），笨港溪（今北港溪）嚴重氾濫，將笨港分為「笨港北街」（笨北港）及「笨港南街」（笨南港）兩部份；1782年（清乾隆47年），發生漳泉械鬥，笨北港泉州人攻打笨南港，加上接下來的林爽文事件及笨港溪水氾濫，使笨南港漳州人遷至東南方的「麻園寮」，稱「新南港」，繼承了昔日笨港的歷史文化，也成為今日新港發展的起源，至清末易名「新港」。
- 日治時期1901年設嘉義廳、打猫支廳、新港區管轄打猫西堡內之新港街、古民庄、中庄、后庄、埤頭庄、埤仔頭庄、崙仔庄、板頭厝庄、大潭庄、后底湖庄、舊南港街、下菜園庄；打猫南堡 內之海豐仔庄、柴林腳庄；
- 月眉潭區管轄牛稠溪堡之大崙庄、潭仔墘庄、大客庄、中洋仔庄、月眉潭庄、三間厝庄、溪北庄、蕃婆庄、菜公厝庄。；
- 1920年（大正9年、民國9年）台灣地方改制，新港區之柴林腳劃歸溪口庄，其餘合併月眉潭區 與原屬雙溪口區之西庄為一庄，總督府以台灣全島有多處「新港」的地名，加上新港遠離河港位置，易「新港」為「新巷」，設「新巷庄」，隸屬台南州嘉義郡管理。
- 中華民國政府接收日本帝國台灣總督府管轄區域後，改為臺南縣新港鄉，1950年（民國39年）改為嘉義縣新港鄉至今。
1987年，由陳錦煌醫師發起組成新港文教基金會，為發揚及傳承新港的歷史文化而努力。

行政區史
1. 永曆16年（順治19年、1662年）：南明東都天興縣
2. 永曆18年（順治21年、1664年）：南明東寧天興州
3. 康熙22年（1683年）：大清國福建省台灣府諸羅縣
4. 嘉慶17年（1812年）：大清國福建省台灣府嘉義縣
5. 光緒11年（1885年）：大清國臺灣省台南府嘉義縣
6. 明治28年（光緒21年、1895年）：日本帝國台灣台南縣嘉義支廳
7. 明治28年（光緒21年、1895年）：日本帝國台灣台南民政支部嘉義出張所
8. 明治29年（光緒22年、1896年）：日本帝國台灣台南縣嘉義支廳
9. 明治30年（光緒23年、1897年）：日本帝國台灣嘉義縣北港辦務署
10. 明治34年（光緒27年、1901年）：日本帝國台灣台中縣北港辦務署
11. 明治34年（光緒27年、1901年）：日本帝國台灣嘉義廳打猫支廳
12. 大正9年（民國9年、1920年）：日本帝國台灣台南州嘉義郡新巷庄
13. 民國34年（1945年）：中華民國臺灣省臺南縣嘉義區新港鄉
14. 民國39年（1950年）：中華民國臺灣省嘉義縣新港鄉

## 地理

### 氣候
新港鄉的氣候屬副熱帶季風氣候與熱帶季風氣候之過渡帶，平均氣溫為攝氏22.8度，年平均降雨量約1,726.1公釐，年平均最高溫為攝氏28度，平均最低溫為攝氏19.1度。

### 人口
根據嘉義縣民雄戶政事務所統計，2024年底新港鄉戶數約1.1萬戶，人口約3萬人，鄉內人口最多與最少的村分別是宮前村與北崙村，2024年底兩村人口分別為2,572人與492人；人口密度最高與最低的村分別是大興村與埤子村，2024年底兩村人口密度分別為每平方公里7,278人與151人。

## 政治

### 歷任首長
長
| 任次 | 姓名   | 備註         |
| ---- | ------ | ------------ |
| 1    | 林蘭芽 | 林懷民之伯公 |

鄉長
| 任次 | 姓名   | 所屬政黨   | 任期                           |
| ---- | ------ | ---------- | ------------------------------ |
| 1    | 洪復吉 |            |                                |
| 2    | 洪復吉 |            |                                |
| 3    | 洪炳欽 |            |                                |
| 4    | 洪炳欽 |            |                                |
| 5    | 林國堃 |            |                                |
| 6    | 林 坤  |            |                                |
| 7    | 吳永文 |            |                                |
| 8    | 吳永文 |            |                                |
| 9    | 鄭田村 |            |                                |
| 10   | 鄭田村 |            |                                |
| 11   | 鄭友信 |            |                                |
| 12   | 鄭友信 |            |                                |
| 13   | 葉日朗 | 中國國民黨 | 1998年－2002年                 |
| 14   | 葉日朗 | 無黨籍     | 2002年－2006年                 |
| 15   | 邱晉煌 | 無黨籍     | 2006年－2010年                 |
| 16   | 邱晉煌 | 無黨籍     | 2010年12月25日－2014年12月24日 |
| 17   | 林茂盛 | 民主進步黨 | 2014年12月25日－2018年12月24日 |
| 18   | 林茂盛 | 民主進步黨 | 2018年12月25日－2022年12月24日 |
| 19   | 葉孟龍 | 民主進步黨 | 2022年12月25日－               |

### 鄉政組織
新港鄉公所是新港鄉最高層級的地方行政機關，在中華民國政府架構中為鄉自治的行政機關，同時負責執行縣政府及中央機關委辦事項，新港鄉的自治監督機關為嘉義縣政府。鄉長由全體鄉民直接選舉產生，任期為四年，可連選連任一次。新港鄉公所並置鄉政會議，為鄉政最高決策機構，在鄉長之下，設有5課4室等9個內部單位及4個附屬機關。
新港鄉民代表會是新港鄉的最高民意機關，代表新港鄉全體鄉民立法和監察鄉政。鄉民代表由公民直選選出，任期為四年，可連選連任。新港鄉民代表會共有11位鄉民代表，分別為第一選區6席鄉民代表、第二選區5席鄉民代表，主席、副主席由11位鄉民代表互選產生。

### 行政區
- 新港鄉轄下共有個23村，分列如下：

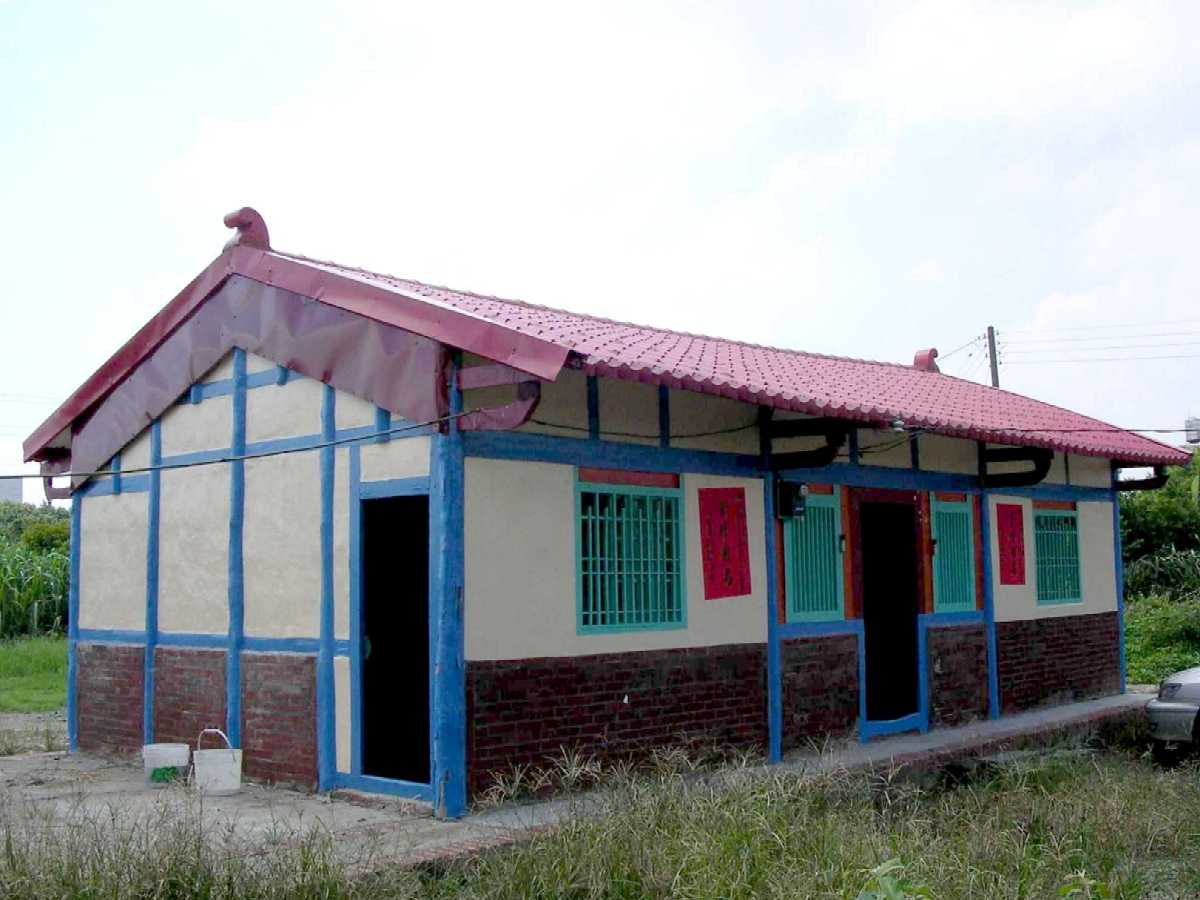
新港鄉中洋村鄧氏祖厝

  - 三間村、中洋村、古民村、板頭村、宮後村、溪北村、大興村
  - 月眉村、西村、南港村、海瀛村、福德村、大潭村、月潭村
  - 安和村、南崙村、埤子村、潭大村、中村、北崙村、共和村
  - 宮前村、菜公村

### 警政治安
- 嘉義縣警察局民雄分局
  - 新港分駐所
  - 安和派出所
  - 埤頭派出所
  - 月眉派出所
  - 南港派出所

## 產業

### 金融業
- 台中銀行新港分行
- 中華郵政新港郵局
- 新港鄉農會

### 製造業
- 中洋工業區

## 教育
- 嘉義縣新港鄉復興國民小學

### 高級中學
| # | 學校名稱             | 學校類型 | 學校地址        |
| 1 | 國立新港藝術高級中學 | 普通型   | 新港鄉藝高路1號 |

### 國民中學
| # | 學校名稱             | 學校地址          |
| 1 | 嘉義縣立新港國民中學 | 新港鄉福德路106號 |

### 國民小學
| # | 學校名稱                 | 學校地址               |
| 1 | 嘉義縣新港鄉新港國民小學 | 新港鄉登雲路105號      |
| 2 | 嘉義縣新港鄉文昌國民小學 | 新港鄉宮前村古民街12號 |
| 3 | 嘉義縣新港鄉古民國民小學 | 新港鄉古民村161號      |
| 4 | 嘉義縣新港鄉月眉國民小學 | 新港鄉月眉村123號      |
| 5 | 嘉義縣新港鄉安和國民小學 | 新港鄉安和村46號       |
| 6 | 嘉義縣新港鄉復興國民小學 | 新港鄉北崙村75-4號     |

## 交通

### 公車資訊
- 嘉義縣公車處
  - 106 嘉義－高鐵嘉義站（台灣好行故宮南院線）
  - 7307 梅山－溝背－北港
  - 7316 嘉義－溪口－崙子
  - 7325 嘉義－北港
- 嘉義客運
  - 7201 嘉義－月眉潭－北港
  - 7202 嘉義－民雄－北港
  - 7217 嘉義－蒜頭
  - 7235 高鐵嘉義站－北港
- 統聯客運
  - 1650 高雄－北港－口湖－三條崙
  - 1651 高雄－北港－四湖－三條崙

### 國道
- 中山高速公路
  - 257 民雄 民雄交流道（接縣道164號）
  - 264 嘉義 嘉義交流道（接縣道159號）

### 省道
- 台37線：高鐵橋下嘉義段道路

### 縣道
- 縣道145甲線
- 縣道157號
- 縣道159號：嘉北公路
- 縣道164號
- 縣道166號

## 信仰
- 新港奉天宮
- 新港教會禮拜堂
- 保壽宮
- 月眉潭教會

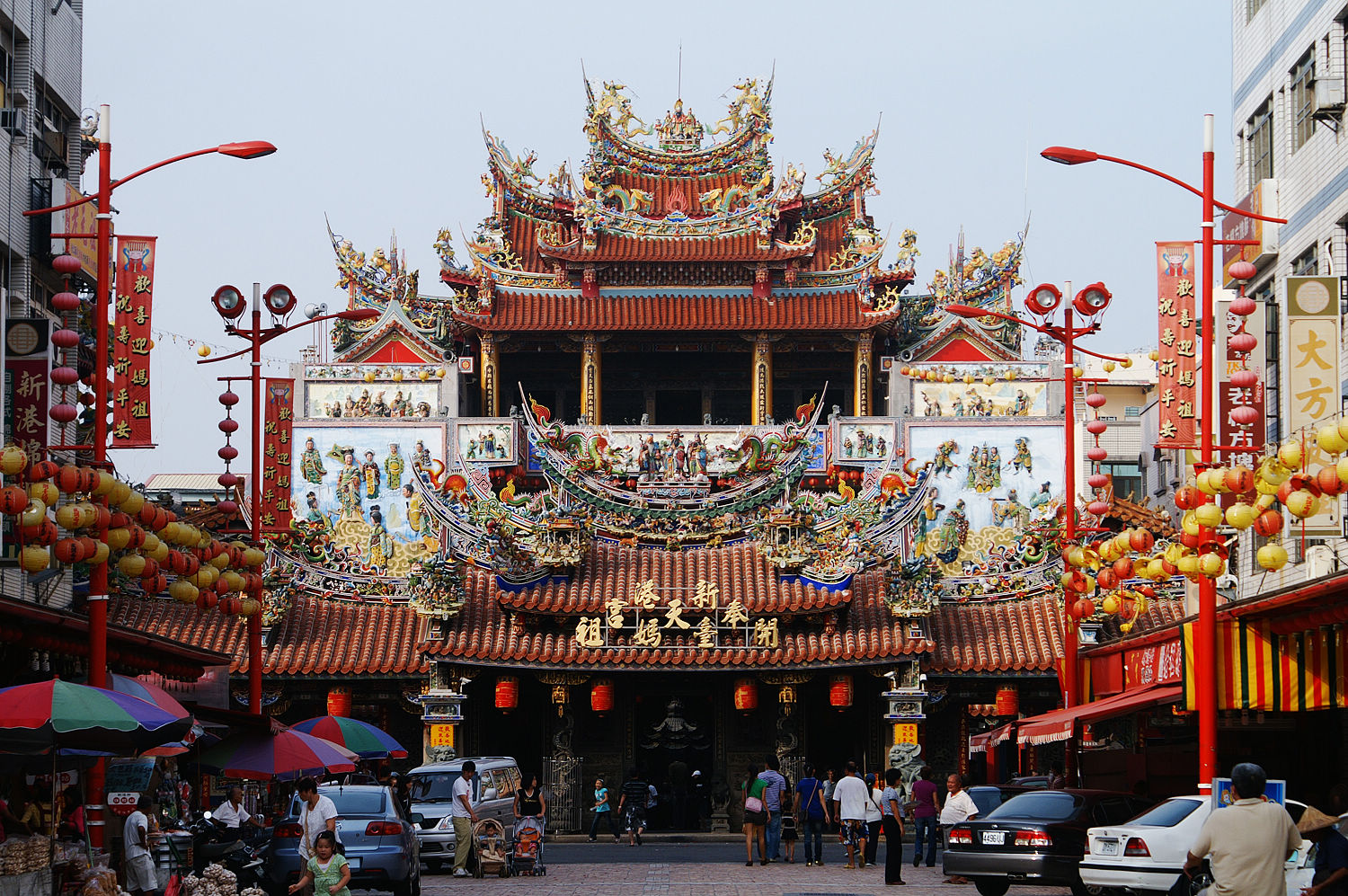
新港奉天宮
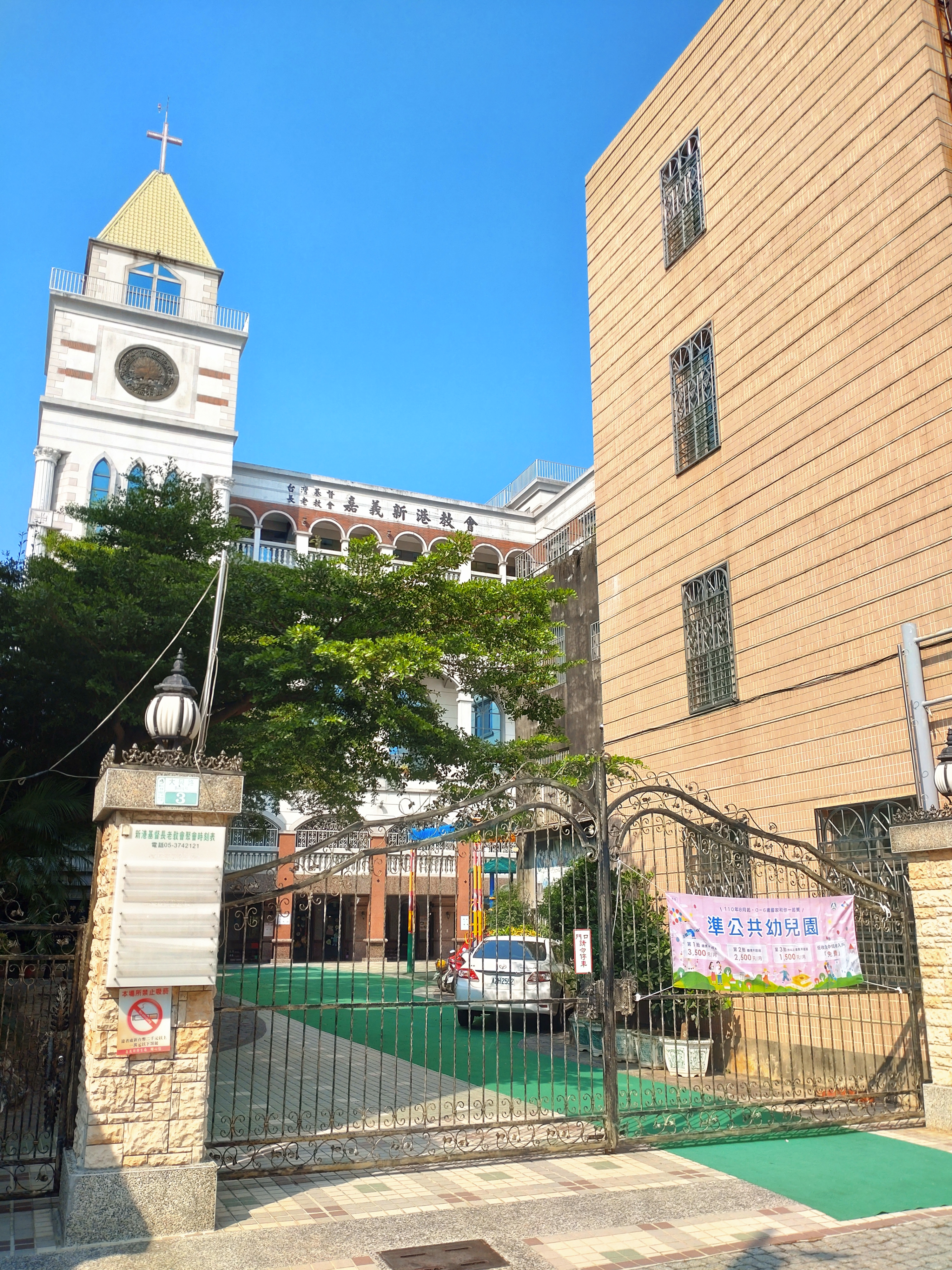
台灣基督長老教會嘉義中會
保壽宮
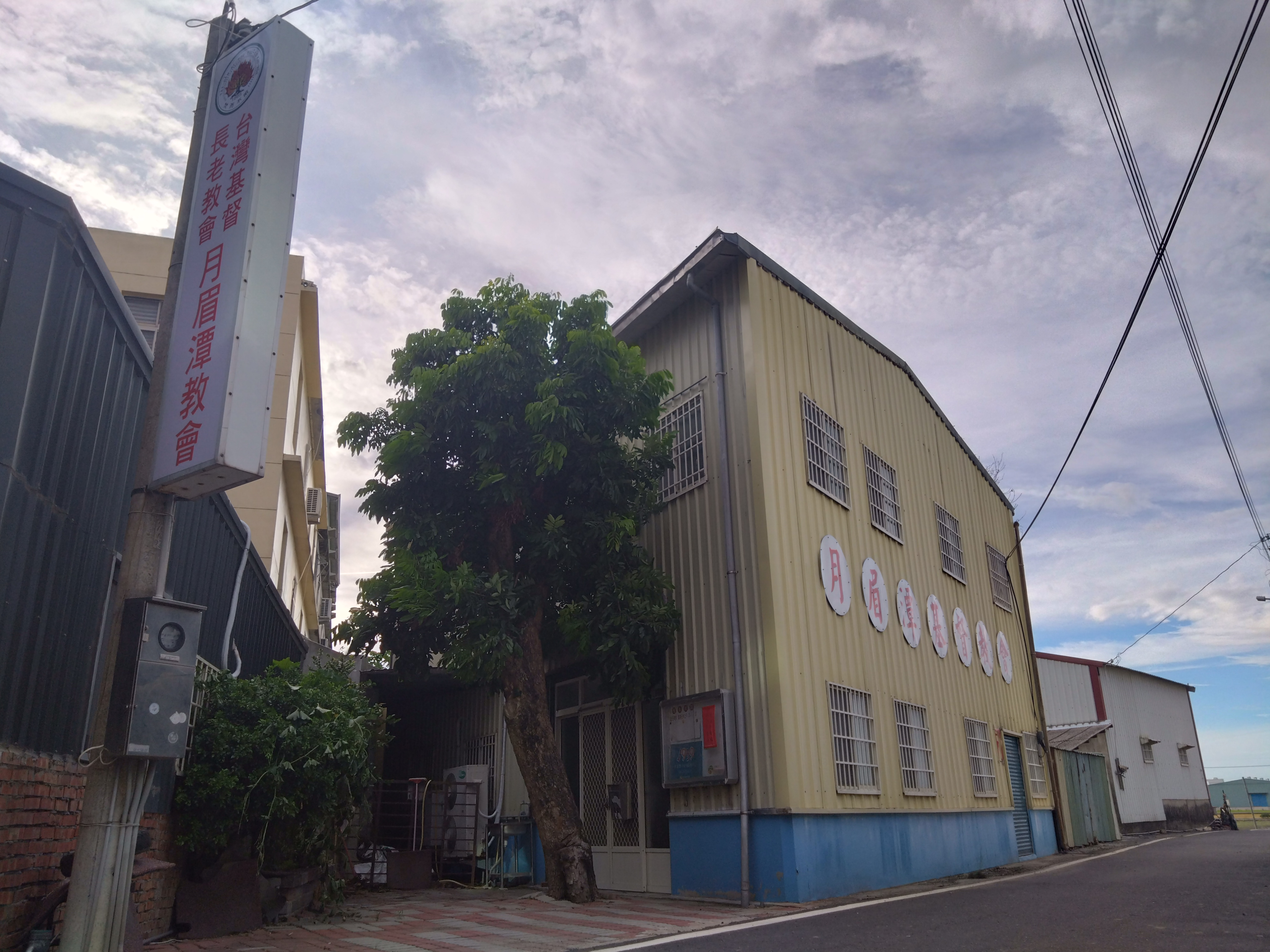
月眉潭教會
  - 新港教會：創設於1894年，由嘉義東門教會協助設立，為嘉義少數超過百年的教會，也是嘉義縣少數的大型教會之一，為新港鄉之基督信仰中心，位於大興路，設有幼稚園。
  - 月眉潭教會：位於月潭村月眉潭259號附3，原為獨立教會，於2022年7月26日併入台灣基督長老教會嘉義中會，母會為北港教會。
- 新港鄉召會：位於古民村。成立於1989年、於2010年恢復設立，地址於嘉義縣新港鄉古民村古民1-68號[8]。
- 新港大興宮
- 溪北六興宮
- 共和村後庄廣福宮分祀巾山大王（前為永壽宮）
- 古民村永福宮分祀明山二王
- 中庄村永祿宮分祀獨山三王
- 笨港長天宮
- 南港水仙宮
- 笨南港天后宮
- 南壇水月庵
- 大潭精忠廟
- 文昌國小文昌祠
- 社團法人中華國際嘎檔巴佛教總會 - 嘉義基地[9]

新港補天宮
新港代天府
新港姜太公廟
新港東隆壇
新港東興廟（有拜兔子）

## 旅遊

### 人文景點

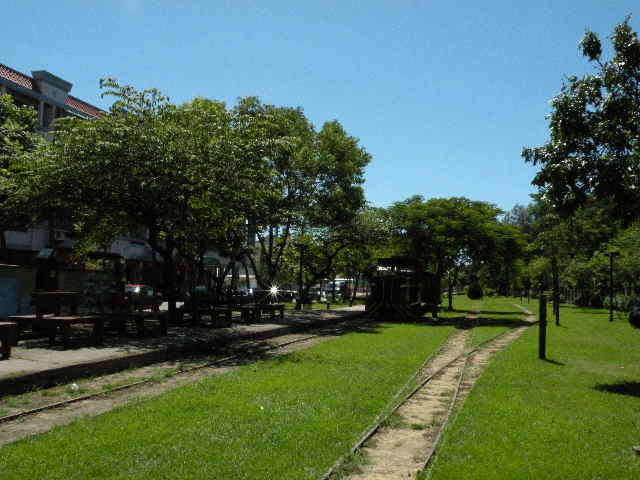
新港鐵路公園

- 新港鐵路公園
- 頂菜園鄉土館
- 登雲書院遺址
- 板陶窯交趾剪黏工藝園區
- 台糖嘉北線五分仔鐵道暨北港溪鐵橋
- 國立自然科學博物館嘉義縣自然史教育館
- 新港香藝文化園區

### 著名小吃
- 新港鴨肉羹
- 大樹腳粉圓冰
- 新港驛站粉圓冰（一甲子粉圓，新港客廳旁）
- 新港飴（原名為弓蕉糕、芭蕉飴）
- 陳氏姊妹蒸餃
- 新港碗粿財
- 新港臭酸麵

### 特產
- 花菓酥
- 新港飴
- 交趾陶
- 蔬菜（例如：空心菜）
- 花卉
- 黑豆

## 國際交流
- 新港媽祖 出巡美國紐約 (2007)
- 友好城市：日本岐阜縣飛驒市 (2017)

## 相關作品
- 《說頭》，蔡宗勳著。
- 《西報告》，馬陳興、謝東哲著。
- 《新港慢步香》，周炳志等編。
- 《打開新港人的相簿》，顏新珠著。
- 《老鎮新生 - 新港的故事》，廖嘉展著。

## 外部連結
- 新港鄉公所 （页面存档备份，存于）
- 開臺媽祖新港奉天宮 （页面存档备份，存于）